# Alesso Baldovinetti

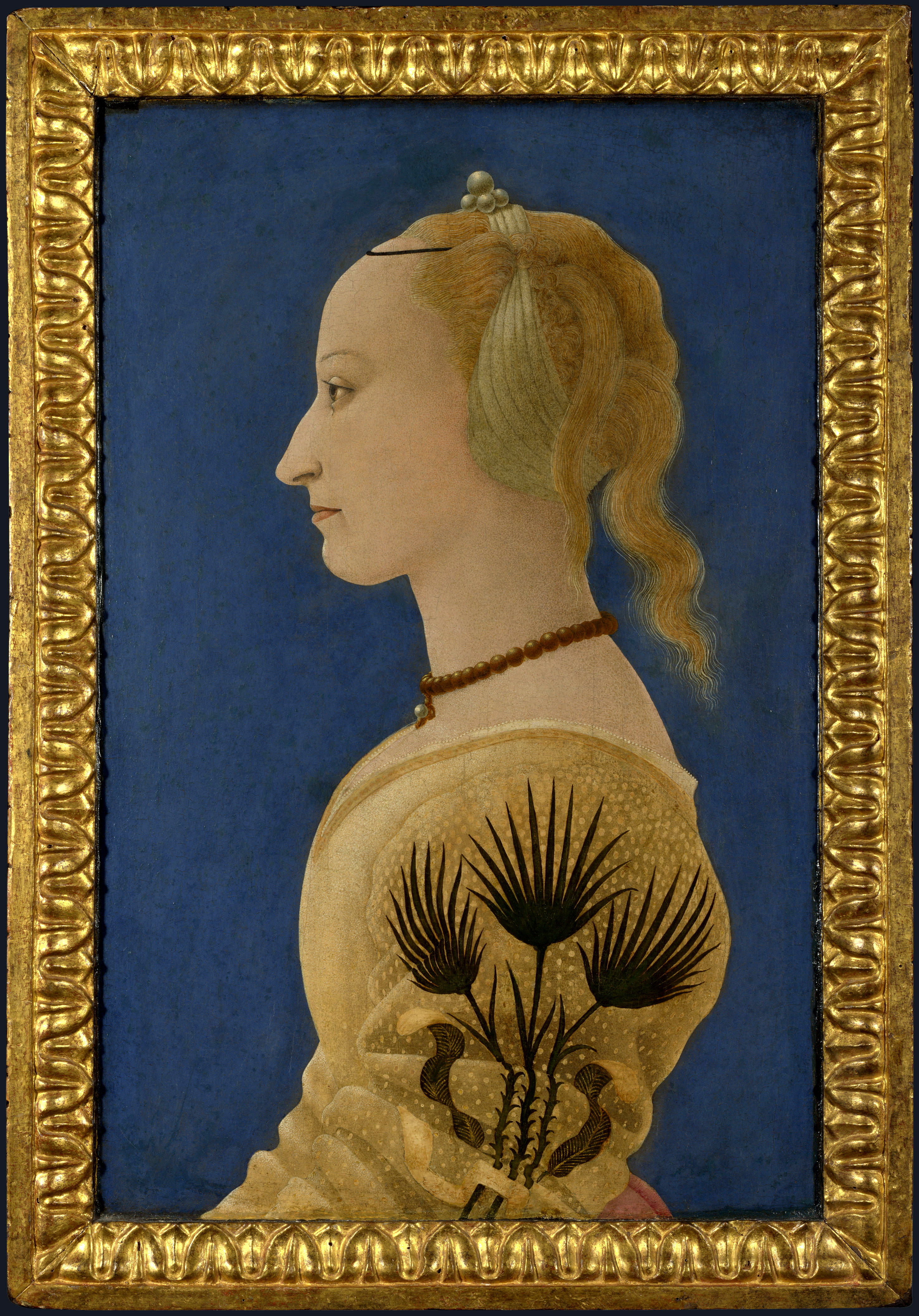
Retrato de Senhora em Amarelo

Alesso Baldovinetti (23 de outubro de 1425 — 7 de setembro de 1499) foi um pintor italiano do começo do Renascimento. Baldovinetti nasceu em Florença. Foi membro de um grupo de realistas e naturalistas científicos que também incluía Andrea del Castagno, Paolo Uccello e Domenico Veneziano. Sua obra mostra as influências de Fra Angelico e Domenico Veneziano. Estudou na Academia de Belas Artes de Florença e também foi aluno de Piero della Francesca.
Em 1462, Alesso foi contratado para pintar o grande afresco da Anunciação no claustro da Basílica da Santíssima Anunciação, em Florença. Era um pintor que imitava os detalhes naturais com fidelidade em paisagens que tinham um preciso sentido de ar e distância. Começava suas composições em afresco e as finalizava em a secco, com uma mistura de gema de ovo e verniz líquido. Com isso, o pintor acreditava proteger as obras da umidade. Contudo, a técnica não funcionou, pois partes das pinturas escamaram com o tempo. Trabalhou na mesma igreja com outros artistas como Giuliano de Maiano.
Em 1471, trabalhou na Igreja da Santa Trindade, em Florença, na decoração de capelas. Em 1497, a série de afrescos, que representava vários cidadão nobres da cidade, foi avaliada em alto preço por um comitê formado por Cosimo Rosselli, Benozzo Gozzoli, Perugino e Filippino Lippi. Hoje apenas alguns fragmentos do afresco permanecem. Foi também um estudioso e pesquisador de mosaicos.
Um de seus aprendizes foi Domenico Ghirlandaio.